# UTC+8

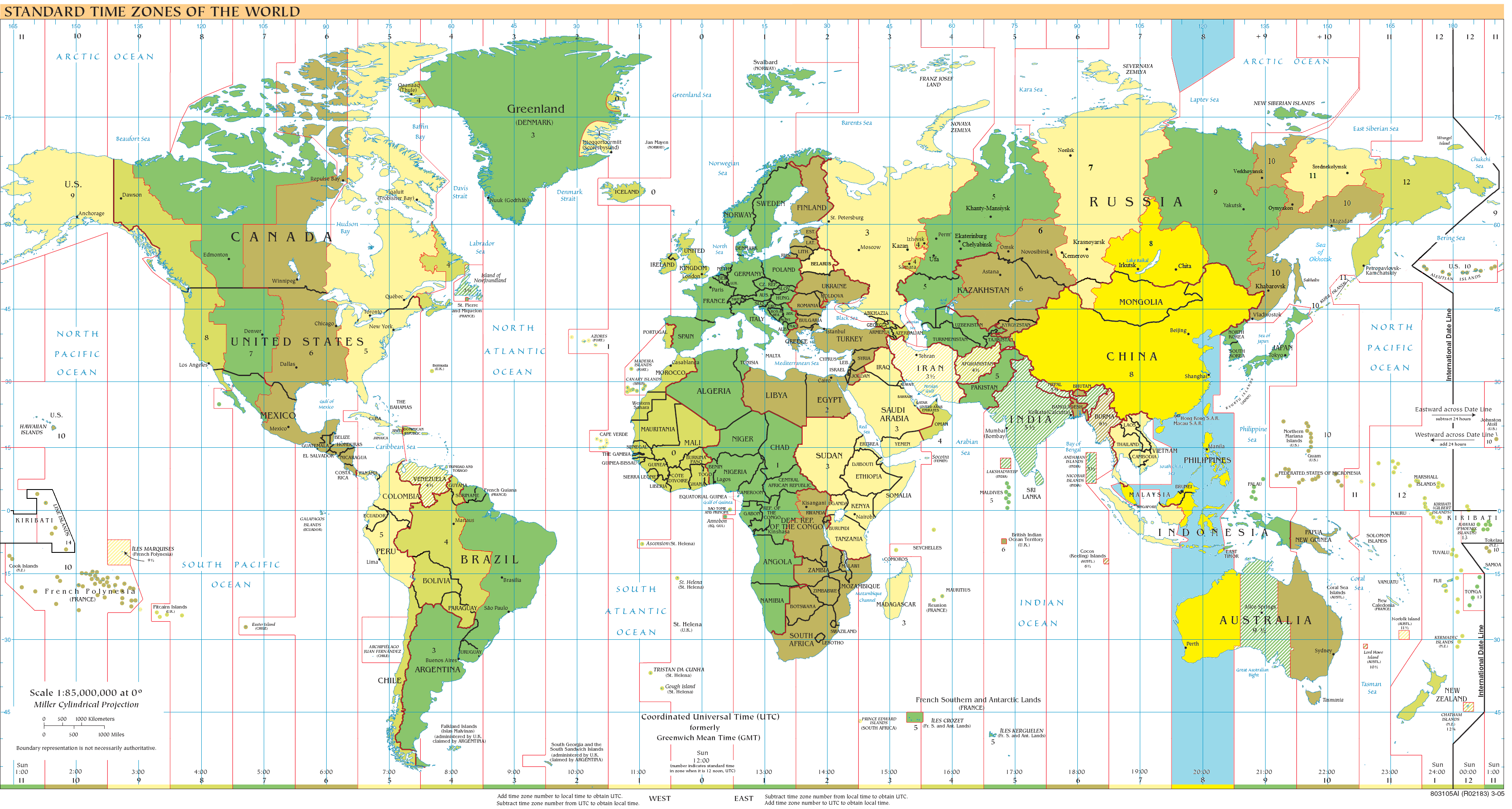
UTC+8: 濃黄-通年適用、水色-海域

UTC+8は、協定世界時から8時間進ませた標準時である。世界の約24％に当たる推計17億人が住む人口が最も多い時間帯である。
このタイムゾーンは、中華圏全域とマレー諸島のほとんどの地域で使用されており、中国語とマレー語が公用語であるすべての国、特にシンガポールがこのタイムゾーンを使用している。

## 主な該当地域

### 現行
| 国・地域       | 部分                 | 標準時                   | 略称     |
| -------------- | -------------------- | ------------------------ | -------- |
| ロシア         | イルクーツク州など   | イルクーツク時間         | IRKT     |
| モンゴル       | 西端部を除くほぼ全域 | ウランバートル時間       | ULAT     |
| 中国           | 全域                 | 中国標準時               | CST      |
| 香港           | 全域                 | 香港時間                 | HKT      |
| マカオ         | 全域                 | マカオ時間               | MOT      |
| 台湾           | 全域                 | 台湾標準時               | TST、NST |
| フィリピン     | 全域                 | フィリピン標準時         | PST      |
| マレーシア     | 全域                 | マレーシア標準時         | MST      |
| シンガポール   | 全域                 | シンガポール標準時       | SGT      |
| ブルネイ       | 全域                 | ブルネイ時間             | BNT      |
| インドネシア   | スラウェシ島など     | 中部標準時               | WITA     |
| オーストラリア | 西オーストラリア州   | オーストラリア西部標準時 | AWST     |

### 廃止
短期のものを除く。
| 国・地域     | 部分                     | 標準時                 | 始年 | 終年   | その後                                                   |
| ------------ | ------------------------ | ---------------------- | ---- | ------ | -------------------------------------------------------- |
| 大日本帝国   | 台湾・先島諸島           | 西部標準時             | 1895 | 1937   | 日本標準時 (UTC+9) に統合                                |
| ソビエト連邦 | サハ共和国（西部）など   | ヤクーツク時間         | 1924 | 1930   | UTC+9に変更                                              |
| 満洲国       | 全土                     | 満州時間               | 1932 | 1937   | 日本標準時 (UTC+9) と同等へ変更                          |
| モンゴル     | 西端部                   | ホブド夏時間           | 2001 | 2006   | 夏時間廃止                                               |
| モンゴル     | 西端部                   | ホブド夏時間           | 2015 | 2016   | 夏時間廃止                                               |
| 中華民国     | 海岸部                   | 中原標準時             | 1912 | (1949) | 時差はそのままで北京時間（中国標準時）および台湾標準時に |
| ロシア       | クラスノヤルスク地方など | クラスノヤルスク時間   | 2011 | 2014   | UTC+7に変更                                              |
| ロシア       | クラスノヤルスク地方など | クラスノヤルスク夏時間 | 1981 | 2011   | 時差はそのままで通年のクラスノヤルスク時間に             |
| ロシア       | ザバイカリエ地方         | イルクーツク時間       | 2014 | 2016   | ヤクーツク時間へ移行                                     |

## 地理
中華人民共和国は全土が単一のタイムゾーンであり、他に例を見ない広い領域となっている。太陽の南中は、東端では11時、西端では15時である。中国とアフガニスタン（UTC+4:30）との間では3時間30分の時差がある。

## 歴史
日本では1896年（明治29年）1月1日から1937年（昭和12年）9月30日まで、「西部標準時」として、八重山列島・宮古列島と日本統治下の台湾・澎湖列島で +8 を使用した。その後は全国が +9 に統一された。
中国では、中華民国が成立するとグリニッジ標準時に対して +5:30、+6、+7、+8、+8:30 となる五つの時間帯が設けられた。+8 の時間帯は「中原標準時」と呼ばれる。台湾では上述の通り、日本統治下の1896年から1937年9月30日まで、そして中華民国が台湾を接収した1945年以後、+8 を使用している。前者は日本の西部標準時である。その間の1937年10月から1945年までは日本の中央標準時（+9）を使用した。1949年に中華人民共和国が成立すると、全土単一の時間帯（+8）を確立する一方、中華民国も +8 を維持した。20世紀末まで香港とマカオはイギリスとポルトガルの統治を受けたが、その地理的な位置のため、両地域もまた +8 を用いた。中華民国が1945年から1979年まで、香港・マカオが1946年から1979年まで（いずれも実施しない年があった。香港は1941年にも実施）、中華人民共和国が1986年から1991年まで、夏時間を行った。そのためこの間 UTC+8 だったのは冬期のみである。香港は日本占領下では、名目上夏時間を通年実施し、日本標準時と同じ +9 であった。
マレーシアの東部（東マレーシア、ボルネオ島）では、1963年のマレーシア成立から現在まで、+8 を使用している。同マレー半島部とシンガポールでは1982年にそれまでの UTC+7:30 から UTC+8 に移行した（詳細はマレーシア標準時、シンガポール標準時en:Singapore Standard Time参照）。
ロシアではかつてイルクーツク時間（冬期）とクラスノヤルスク夏時間において +8 が用いられていたが、2011年3月27日からイルクーツク時間は通年 UTC+9 に、クラスノヤルスク時間は通年 UTC+8 となった。しかし2014年10月26日に国内の標準時が変更されたため、再びイルクーツク時間がUTC+8(通年)となった。
モンゴルでは夏時間が2001年から2006年、2015年から2016年に実施され、夏期には西端部でUTC+8、それ以外の地域ではUTC+9となっていたが廃止された。